# Отче наш
„Отче наш“ или Господнята молитва е най-известната молитва в християнския свят, която по Евангелието от Матея 6:9 – 13 и Евангелието от Лука 11:2 – 4) е завещана от Самия Иисус Христос. В Православната църква тази молитва се произнася по време на Божествената литургия след осветяването на Св. Дарове. По завета на апостолите всеки християнин е длъжен да я произнася три пъти на ден, по Тертулиан преди ядене.
Богомилите-еретици са признавали единствено молитвата „Отче наш“, както е отбелязано в Тайната книга на богомилите, апокриф, известен още като „Свети Йоанова книга“ и „Лъжовно евангелие на Йоан“. Възниква в България най-вероятно през XI—XII в. Запазено е в два латински преписа – т. нар. Каркасонски от XIV век и Виенски от XII век
Молитвата „Отче Наш“ е преведена от гръцкия оригинал на латински и впоследствие на много други езици. Църковнославянският превод е един от най-ранните старобългарски текстове, най-вероятно дело на Светите братя Кирил и Методий. Понастоящем се ползват различни преводи на почти всички съвременни езици, сред славянските на български, руски и т.н.
Руски икони от 17 в. илюстрират текста на „Отче Наш“ (Господня молитва), като съчетават съответни образи и сцени.

## На старобългарски език
Отьчє нашь, ижє ѥси на нєбєсѣхъ, 

да свѧтитъ сѧ имѧ Твоѥ,

да придєтъ цѣсарьствиѥ Твоѥ,

да бѫдєтъ волꙗ Твоꙗ

ꙗко на нєбєсє, и на зємли.

Хлѣбъ нашь насѫщьнъ даждь намъ дьньсь

и остави намъ длъгъı нашѧ,

ꙗко и мъı оставлꙗѥмъ длъжьникомъ нашимъ,

и нє въвєди насъ въ искоушєниѥ,

нъ избави нъı отъ лѫкаваѥго,

ꙗко твоѥ ѥстъ цѣсарьствиѥ и сила, и слава въ вѣкъı.

Аминь!

## На църковнославянски език
О[т]чє на́шъ ижє єси на н[є]б[є]сѣ[хъ],
да с[вѣ]ти́тсѧ и́мѧ Твоє ̀,
да прїидетъ ц[а]рствїе Твоє ̀,
да бȢ́де[тъ] волѧ Твоѧ ̀,
iа́кѡ на н[є]б[є]си и на зємли́.
Хлѣбъ на́шъ насущныи да́ждъ на́мъ дне́сь,
и ѡста́ви на́мъ до́л[ѫ]ги на́шѧ,
iа́кѡ и мы ̀ ѡставлѧ́ємъ дол[ъ]жникѡмъ на́шы[мъ].
и не введи на́съ въ напа́сть
но изба́ви на[съ] ѿ лȢка́вагѡ:
iа́кѡ твоє́ є́сть ц[а]рствїє
и сила и слава во вѣ́ки.
Ами́нь.

## На новобългарски език
Отче нашъ,
Който си на небесата!
Да се свети Твоето име,
да дойде Твоето царство,
да бѫде Твоята воля,
както на небето,
така и на земята:
Хлѣбътъ нашъ насѫщенъ,
дай намъ днесъ,
и прости намъ дълговетѣ ни,
както ний прощаваме на длъжницитѣ си,
и не въвеждай насъ
въ изкушение,
но ни избави отъ лѫкавия
Защото Твое е царството,
и силата, и славата во вѣки
Аминъ!

## На латински език
Pater noster, qui es in caelis:
sanctificetur Nomen Tuum;
adveniat Regnum Tuum;
fiat voluntas Tua,
sicut in caelo, et in terra.
Panem nostrum cotidianum da nobis hodie;
et dimitte nobis debita nostra,
sicut et nos dimittimus debitoribus nostris;
et ne nos inducas in tentationem;
sed libera nos a Malo
Amen.

## На старогръцки език
Πάτερ ἡμῶν, ὁ ἐν τοῖς οὐρανοῖς, ἁγιασθήτω τὸ ὄνομὰ Σου,
ἐλθήτω ἡ βασιλεῖὰ Σου, γεννηθήτω τὸ θέλημὰ Σου
ὣ ἐν οὐρανῷ καὶ ἐπὶ τῆς γῆς.
Τοὺ ἄρτον ἡμῶν τὸν ἐπιούσιον δὸς ἡμῖν σήμερον.
Καὶ ἄφες ἡμῖν τὰ ὀφειλήματα ἡμῶν,
ὣς καὶ ἡμεῖς ἀφίημεν τοῖς ὀφειλήταις ἡμῶν.
Καὶ μὴ εἰσένηγκας ἡμᾶς εἰς πειρασμὸν,
ἀλλὰ ῥῦσαι ἡμᾶς ἀπὸ τοῦ πονηροῦ.
Ἄμην!